# Савичі (Брагінський район)
Савичі (біл. Савічы) — село в Білорусі, у Брагінському районі Гомельській області. Підпорядковане Чемериській сільській раді. Населення — 86 осіб (станом на 2004 рік).
Село розташоване на південному сході Білорусі, в південній частині Гомельської області, за 22 км на схід від районного центру Брагіна.

## Уродженці
- Долгошей Тамара Сергіївна (* 1960) — білоруська лікарка, депутат Палати представників Національних зборів Республіки Білорусь VI скликання.